# Route nationale 204
La route nationale 204 de la frontière italienne, Mont-Colombin, à la frontière italienne, au col de Tende (RN 204) è una ex strada nazionale francese che comprende il tratto francese della strada statale 20 del Colle di Tenda e di Valle Roja che collega Moncalieri a Ventimiglia, il tratto francese va dal traforo stradale del Colle di Tenda al confine di stato con l'Italia presso la frazione Piena di Breglio.
Prima della riforma del 1972, la RN 204 collegava Nizza al tunnel di Tenda. La sezione tra Nizza e La Giandola è stata declassata in RD 2204 nel 1972. La sezione tra La Giandola e Piena è stata rinominata da RN 204 a RN 204b.
Il decreto del 5 dicembre 2005 ha previsto del rimanente tratto sotto gestione statale a gestione dipartimentale, la RN 204 è stata quindi declassata in RD 6204.
Il tratto tra il Tunnel di Tenda e l'ex dogana di Merlo, nei pressi della centrale elettrica di Confine (ora di Paganin) e Piena, già frazione di Olivetta San Michele è stato annesso nel 1947 in seguito al trattato di pace di Parigi del 1947.

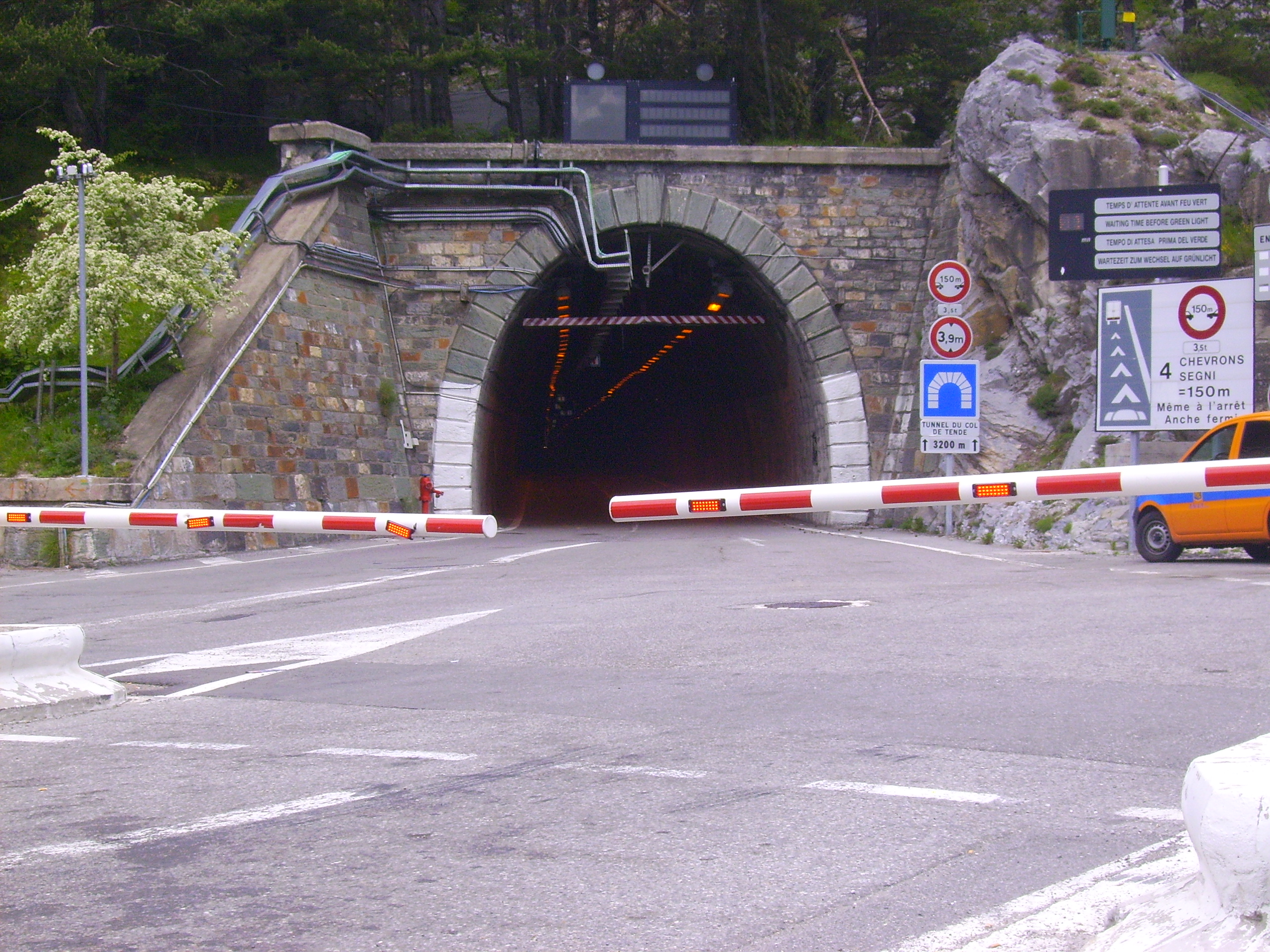
L'ex RN 204 sul lato francese del Tunnel di Tenda.

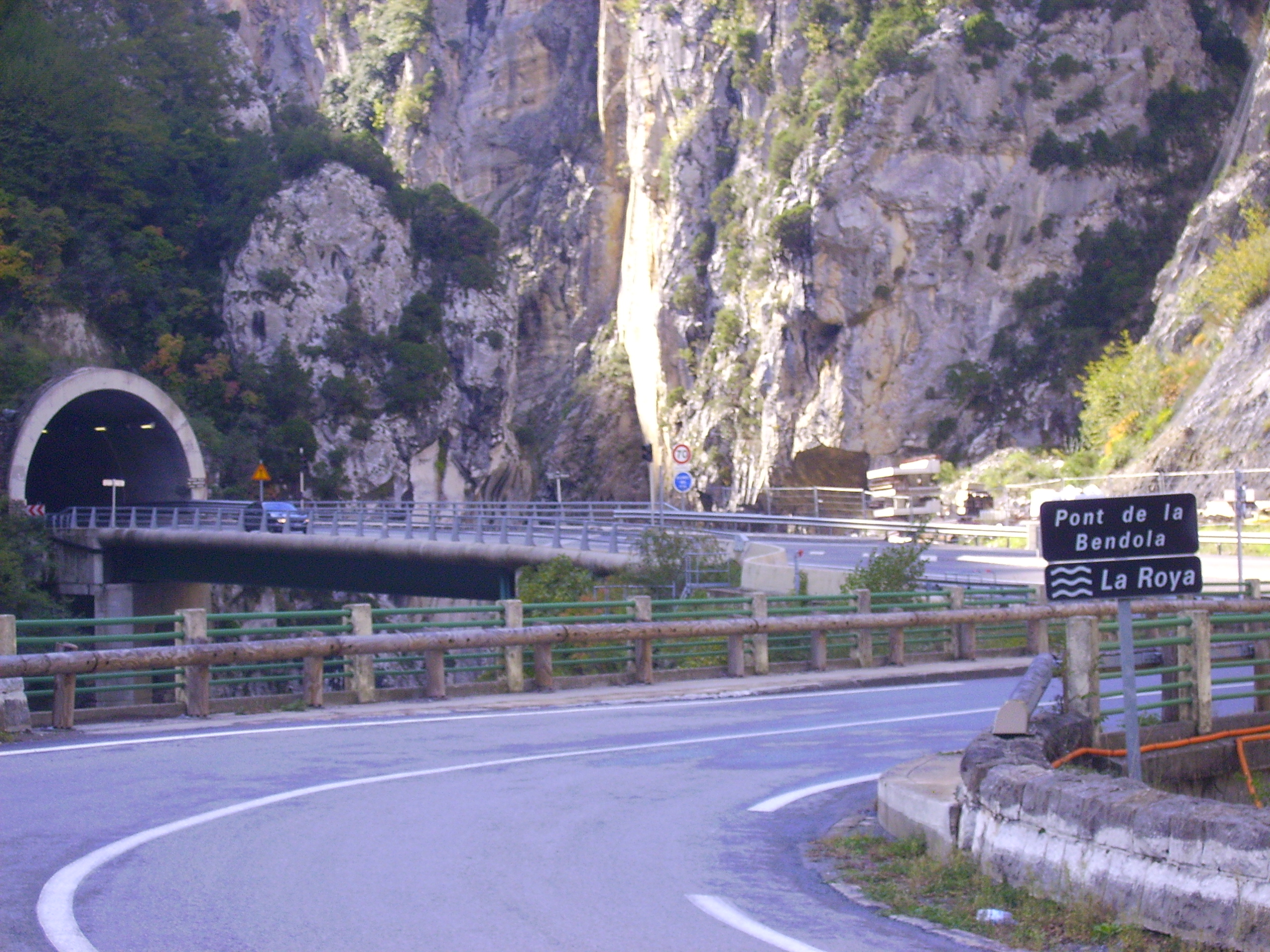
L'ex RN 204 nei pressi di Saorgio sul ponte sulla Bendola.

## Storia
La RN 204 venne creata con decreto imperiale di Napoleone III del 18 agosto 1860 poco dopo l'annessione dell'ex Contea di Nizza sabauda alla Francia avvenuta il 14 giugno 1860.
Prima del 1947, quando Tenda, Briga Marittima e Piena erano ancora in Italia, la RN 204 correva in territorio francese per un tratto più breve, compreso tra le dogane di Merlo e di Piena: l'estensione totale della in territorio italiano della strada statale 20 del Colle di Tenda e di Valle Roja era di 150,850 km. A tutt'oggi si mantiene ancora il vecchio chilometraggio, considerando quindi anche il tratto di 23,381 km ceduto alla Francia dopo la seconda guerra mondiale. Quindi, il primo tronco ha inizio al km 0,000 e termina al km 110,401; il secondo tronco ha inizio al km 133,782 e termina al km 150,850, per una lunghezza complessiva attuale di km 127,469.
II 2 ottobre 2020 la tempesta Alex che ha provocato la piena del Roia e sono crollati o gravemente danneggiati sei tratti di RD 6205, il più lungo tra San Dalmazzo di Tenda e Fontan e anche l'ingresso sud del  Tunnel di Tenda provocando l'isolamento dell'alta val Roia da Francia e Italia.

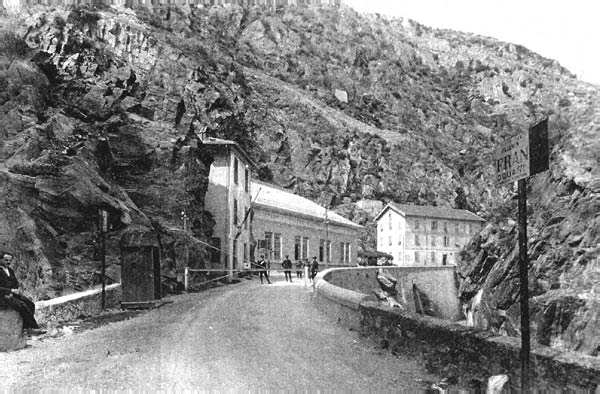
Vecchio confine nord in val Roia fino al 1947 tra SS 20 e RN 204 presso San Dalmazzo di Tenda.

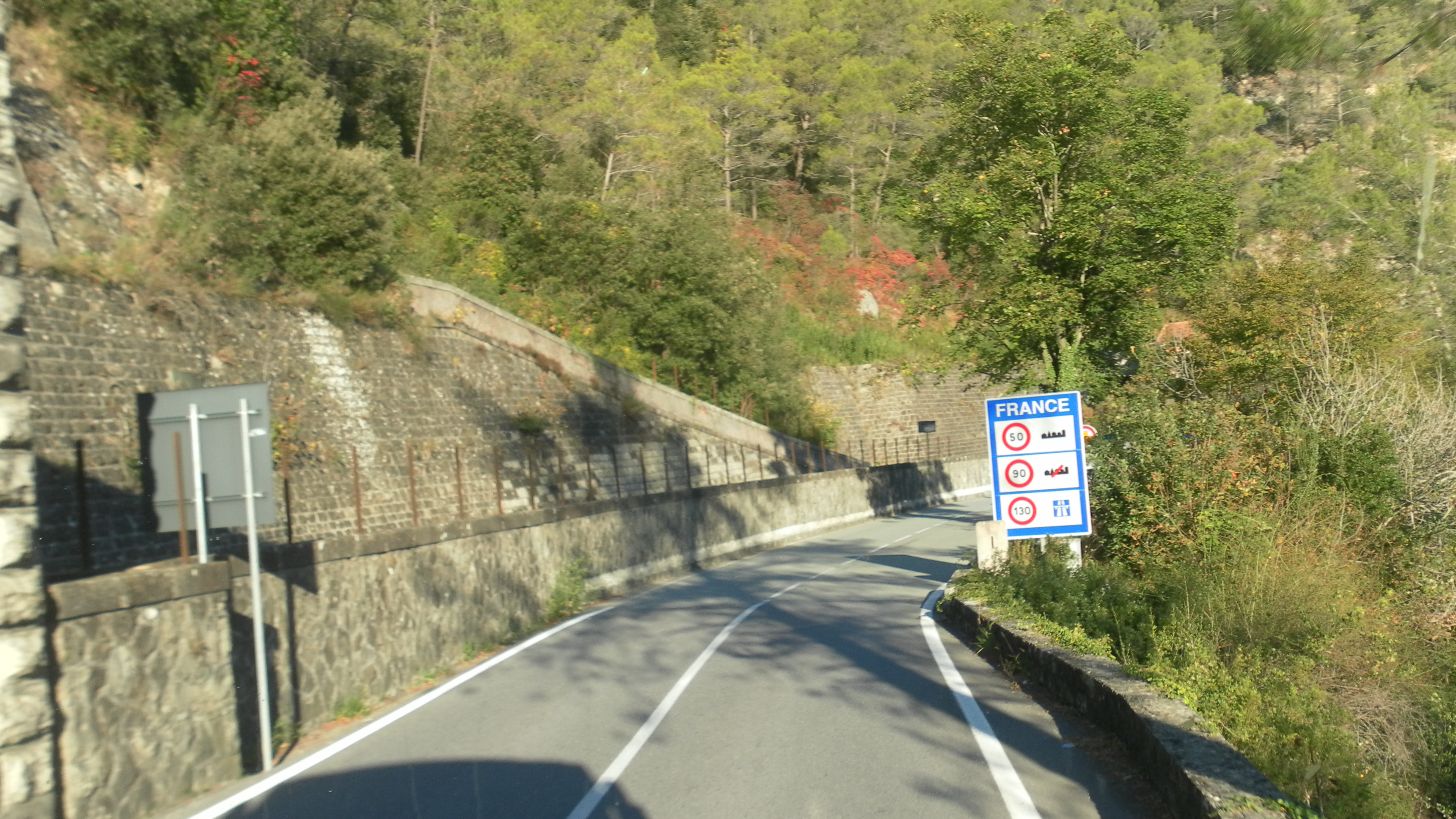
Il nuovo confine sud in val Roia dal 1947 tra SS 20 e ex RN 204 tra i comuni di Olivetta San Michele e Breil-sur-Roya.

## Percorso
- 1860-1947: confine con l'Italia-Fontan-Saorgio-Breglio-Sospello-Scarena-Nizza, 72 km
- 1947-1973: Tunnel di Tenda-Tenda-Fontan-Saorgio-Breglio-Sospello-Scarena-Nizza, 91 km
- 1973-2006:  Tunnel di Tenda-Tenda-Fontan-Saorgio-Breglio-confine con l'Italia, 40 km

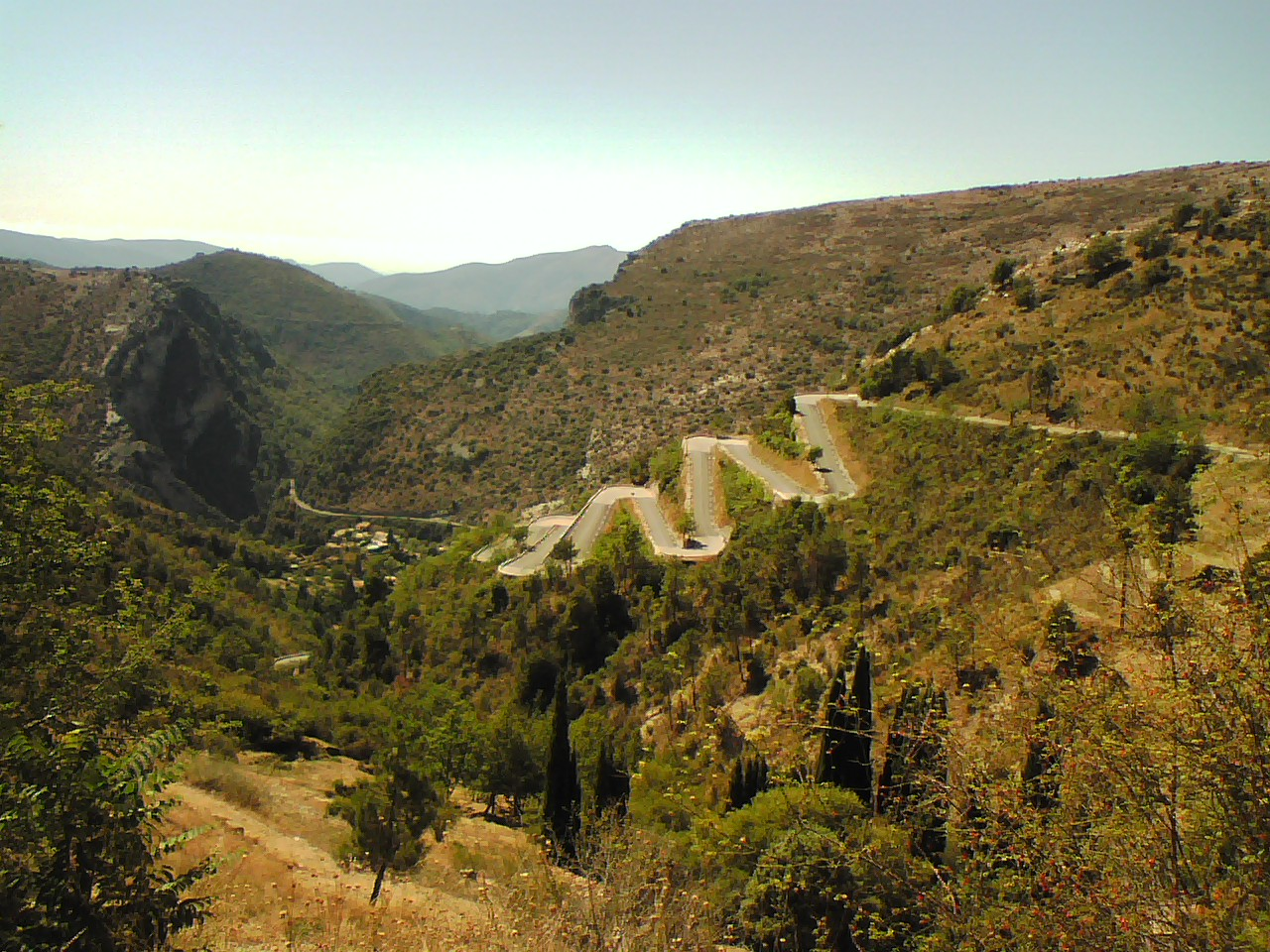
Il Col de Braus (1.002 m) che collega Sospello con Scarena, attraversato dall'ex RN 204, qui riclassificata come D 2204.

L'ex RN 204 è ora divisa in due tratti:
- RD 6204 dal tunnel di Tenda al confine con l'Italia presso Fanghetto
- RD 2204 da La Giandola a Nizza

### Tabella percorso (1° tronco), attuale RD 2204
| ROUTE NATIONALE 204 |                                |        |        |
| Tipo                | Indicazione                    | ↓km↓   | ↑km↑   |
|                     | Route nationale 7 Nizza        | 0,0    | 63,500 |
|                     | Roccabigliera (Roquebillière)  |        |        |
|                     | Aix-en-Provence-Mentone        |        |        |
|                     | Trinità (La Trinité)           |        |        |
|                     | Drappo (Drap)                  |        |        |
|                     | Contes                         |        |        |
|                     | Scarena (L'Escarène)           |        |        |
|                     | Col de Braus (1.002 m)         |        |        |
|                     | Sospello (Sospel)              |        |        |
|                     | Col de Pérus (654 m)           |        |        |
|                     | Col de Brouis (879 m)          |        |        |
|                     | La Giandola RN 204 (2° tronco) | 63,500 | 0,0    |

### Tabella percorso (2° tronco), attuale RD 6204
| ROUTE NATIONALE 204 |                                                                              |        |        |
| Tipo                | Indicazione                                                                  | ↓km↓   | ↑km↑   |
|                     | Confine di Stato - Italia del Colle di Tenda e di Valle Roja Tunnel di Tenda | 0,0    | 39,500 |
|                     | Vievola (Viévola)                                                            |        |        |
|                     | Tenda (Tende)                                                                |        |        |
|                     | Briga Alta (La Brigue)                                                       |        |        |
|                     | San Dalmazzo di Tenda (Saint-Dalmas-de-Tende)                                |        |        |
|                     | Ex confine di Stato - Italia 1861-1947                                       |        |        |
|                     | Fontan (Fontan)                                                              |        |        |
|                     | La Giandola RN 204 (1° tronco)                                               |        |        |
|                     | Saorgio (Saorge)                                                             |        |        |
|                     | Breglio (Breil-sur-Roya)                                                     |        |        |
|                     | Ex confine di Stato - Italia 1861-1947                                       |        |        |
|                     | Piena Bassa (Piène-Basse)                                                    |        |        |
|                     | Confine di Stato - Italia del Colle di Tenda e di Valle Roja                 | 39,500 | 0,0    |